# Phacelococcus
Phacelococcus är ett släkte av insekter. Phacelococcus ingår i familjen filtsköldlöss.
Kladogram enligt Catalogue of Life:
| Phacelococcus | \| \| Phacelococcus brookesae \| \| \| \| \| \| Phacelococcus cookae \| \| \| \| \| \| Phacelococcus frenchi \| \| \| \| \| \| Phacelococcus subcorticalis \| \| \| \| |
|               | \| \| Phacelococcus brookesae \| \| \| \| \| \| Phacelococcus cookae \| \| \| \| \| \| Phacelococcus frenchi \| \| \| \| \| \| Phacelococcus subcorticalis \| \| \| \| |
|               | Phacelococcus brookesae |
|               | |
|               | Phacelococcus cookae |
|               | |
|               | Phacelococcus frenchi |
|               | |
|               | Phacelococcus subcorticalis |
|               | |